# Kloster Santa María de la Valldigna
Das Kloster Santa Maria de la Valldigna (Vallis digna) ist eine ehemalige Zisterzienserabtei in Valencianische Gemeinschaft in Spanien. Es liegt in Simat de la Valldigna in der Provinz Valencia rund 30 km südlich von Valencia.

## Geschichte

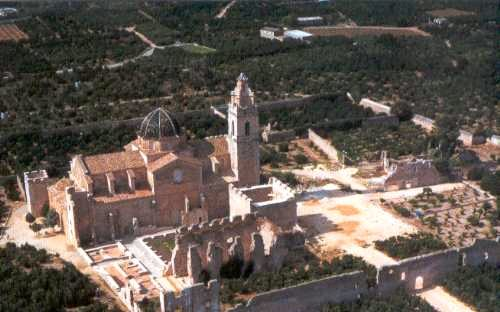
Luftbild des Klosters

Das Kloster wurde 1298 von Jakob (Jaime) II. von Aragón gestiftet und mit Mönchen aus Kloster Santes Creus besetzt. Damit gehörte es der Filiation der Primarabtei Clairvaux an. Von Valldigna ging im Jahr 1381 die Gründung von Kloster Sant Bernat de Rascanya (zunächst Priorat) in Valencia aus, das sich später unter dem Namen Sant Miquel dels Reis dem Hieronymitenorden anschloss. Der gotische Bau erlitt bei Erdbeben 1396 und 1644 schwere Zerstörungen. Die gegenwärtige Kirche stammt aus dem barocken Wiederaufbau. Im Zug der Klosteraufhebungen durch die Regierung Mendizábal wurde das Kloster 1835 aufgelöst. Teile des Klosters wurden als Baumaterial verkauft.

## Anlage und Bauten

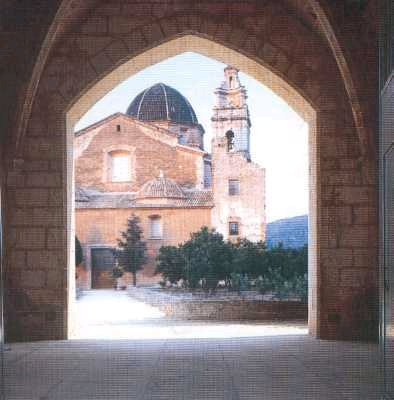
Ansicht durch das Portal Nou

Von der Klosteranlage sind die Klostermauer, das Königstor (Porta reial) aus dem 14. Jahrhundert mit der daneben gelegenen Muttergotteskapelle, die Klosterkirche (14. – 17. Jahrhundert) und Teile der Klausur mit dem Südflügel des Kreuzgangs, dem Refektorium (14. Jahrhundert) und dem Kapitelsaal (15. Jahrhundert) erhalten. Nach starken Erdbeben in den Jahren 1396 und 1644 erfolgten jeweils umfangreiche Renovationen.